# 서운중학교 (인천)
서운중학교(瑞雲中學校)는 대한민국 인천광역시 계양구 서운동에 있는 공립 중학교이다.

## 학교 연혁
- 1997년 6월 11일 : 서운중학교 15학급 설립인가
- 2001년 3월 1일 : 초대 방제영 교장 취임
- 2001년 3월 3일 : 제1회 입학식(남 320명, 여 291명 계 611명)
- 2014년 10월 24일 : 서운누리 신축 준공
- 2023년 1월 5일 : 제21회 졸업식(남 130명, 여 111명 계 241명)
- 2024년 3월 1일 : 제9대 고선규 교장 취임
- 2024년 3월 4일 : 제24회 입학식(9학급 남 127명, 여 127명 계 254명)

## 참고 자료
- 서운중학교 - 한국교육학술정보원 학교알리미